# 肯尼·貝克
肯尼斯·喬治·貝克（英語：Kenneth George Baker，1934年8月24日—2016年8月13日），暱稱肯尼·貝克（Kenneth George Baker），生於英國英格蘭伯明罕，演員與音樂家。他最為人知的作品是在電影《星際大戰》系列中飾演R2-D2一角。

## 生平與事業
身高僅有3呎8吋（112公分）的貝克出生在西密德蘭郡伯明罕，並在那裡受教育，之後就讀肯特郡的寄宿學校。他的父母身高均在平均值。他希望能和他父親一樣成為雕刻師，但他並未接受足夠的相關教育。他與他的父親、繼母和父親與繼母生的妹妹住在薩塞克斯郡的海斯廷斯同住，1951年時在街上被一位女士邀請加入由侏儒與矮子組成的劇團，這是他首次展開他的事業。之後，他短暫加入馬戲團，學習如何溜冰，並在許多冰上表演演出。他在與傑克·普威斯演出的喜劇的演出獲得成功，後於1976年被喬治·盧卡斯相中，在星際大戰四部曲：曙光乍現中演出R2-D2一角。
貝克在6部星際大戰電影中飾演R2-D2一角，並在《星際大戰六部曲：絕地大反攻》飾演Paploo，電影中偷走帝國Speeder bike的Ewok。原本預計由他在電影中飾演Wicket，但因為生病，此角色由瓦威克·戴維斯演出。在賈斯汀·李·柯林斯（Justin Lee Collins）的中，他透露與飾演C-3PO的安東尼·丹尼爾斯不合，宣稱丹尼爾斯無數次粗魯地對待他，並說丹尼爾斯對每個人都很魯莽，連影迷也不例外。
貝克的其他電影作品包含《象人》、《時光大盜》（與傑克·普威斯共同演出）、古典奇幻電影《風雲際會》（Willow，與傑克·珀維斯及沃維克·戴維斯共同演出）、英國動作片《飛天大戰》（Flash Gordon）、《阿瑪迪斯》，及吉姆·漢森的《魔王迷宮》。他亦參與演出英國醫務劇《急診室》，並參與BBC製作的《納尼亞傳奇》電視劇。

### 日後生涯
1990年代後期，貝克展開短暫的獨角喜劇事業。他在1993年英國科幻電影中飾演卡薩諾瓦（Casanova）一角，並於1997年7月時與詹姆斯·寇特蘇格蘭歌舞團（James Coutts' Scottish Dance Band）在休·麥凱格（Hugh McCaig）的銀石派對（Silverstone Party）中演奏口琴。
2009年11月，他的傳紀在他的網站、會議和簽書會發表。
在《STAR WARS：原力覺醒》中，原本安排由貝克繼續飾演R2-D2一角，但他改任該角色顧問。2015年11月，星際大戰八部曲中R2-D2一角將由吉米·巍飾演。

### 大眾文化
在布萊恩·泰伯特（Bryan Talbot）的平行世界小說《帝國之心（Heart of Empire）》中，貝克是此世界中安妮皇后的騎士和朝臣。

## 個人生活
貝克住在蘭開夏普雷斯頓。他在1970年與女演員艾琳·貝克結婚，直到1993年艾琳逝世；兩者同在1977年電影演出。雖然艾琳亦患有侏儒症，但此病症並未遺傳給他們的兩個小孩。

## 辭世
貝克長年臥病在床，在距他的82歲生日11天前的2016年8月13日離世。他曾被邀請參加2015年12月在洛杉磯舉行的《STAR WARS：原力覺醒》首映會，但他因病無法成行。日後他在曼徹斯特與喬治·盧卡斯會面。

## 作品列表
| 年份 | 片名                           | 角色                  | 備註                        |
| ---- | ------------------------------ | --------------------- | --------------------------- |
| 1960 |                                | 侏儒                  | 未在演員列表中              |
| 1962 |                                | The Croat             | 在一集演員列表中為          |
| 1975 |                                | 推銷員                | 第四季第36集                |
| 1977 | 星際大戰四部曲：曙光乍現       | R2-D2                 |                             |
| 1977 |                                | Bungo                 |                             |
| 1978 | 星際大戰假期特別節目           | R2-D2                 | 電視影集，演員列表中為R2-D2 |
| 1980 | 大青蛙劇場                     | R2-D2                 | 一集                        |
| 1980 | 星際大戰五部曲：帝國大反擊     | R2-D2、GONK droid     | GONK droid未在演員列表中    |
| 1980 |                                | 侏儒                  |                             |
| 1980 | 象人                           | 有羽毛的侏儒          |                             |
| 1981 | 時光大盜                       | Fidgit                |                             |
| 1981 |                                | 侏儒                  | 《白雪公主2（Snow White 2）》一集       |
| 1982 |                                | 扒手                  | 電視影集                    |
| 1983 | 星際大戰六部曲：絕地大反攻     | R2-D2、Paploo         |                             |
| 1984 |                                | HRH The Rangdo of Arg | 演出兩集                    |
| 1984 | 阿瑪迪斯                       | Parody Commendatore   |                             |
| 1985 |                                | Baron Och's Retinue   | 電視影集                    |
| 1986 | 蒙娜麗莎                       | Brighton Busker       |                             |
| 1986 | 魔王迷宮                       | Goblin Corps          |                             |
| 1987 |                                | R2-D2                 | 短片，未在演員列表中        |
| 1987 | 睡美人（1987年電影）           | 精靈                  |                             |
| 1988 |                                | Nelwyn Band Member    | 未在演員列表中              |
| 1989 |                                | 獨腳侏儒              | 電視特集                    |
| 1990 |                                | 隱形惡魔              | 第五集                      |
| 1992 | 急診室                         | Archie                | 一集                        |
| 1993 |                                | 卡薩諾瓦              |                             |
| 1999 | 國王與我（動畫）               | Captain Orton         | 配音，演員列表中為          |
| 1999 | 星際大戰首部曲：威脅潛伏       | R2-D2                 |                             |
| 1999 |                                | Bruce the Convict     | 錄影帶首映                  |
| 2002 |                                | 動物園管理員          | 未在演員列表中              |
| 2002 | 星際大戰二部曲：複製人全面進攻 | R2-D2                 |                             |
| 2002 |                                | Merlin                | 短片                        |
| 2003 |                                | Guyler                | 一集                        |
| 2005 | 星際大戰三部曲：西斯大帝的復仇 | R2-D2                 |                             |
| 2007 |                                | Charles Isaac         | 一集                        |
| 2013 |                                | 酒保                  | 配音，短片                  |
| 2015 | STAR WARS：原力覺醒            | R2-D2                 | 顧問                        |

## 外部連結
- 官方网站
- 肯尼·貝克在互联网电影资料库（IMDb）上的資料（英文）
- sample page showing Kenny Baker in Bryan Talbot's 'Heart of Empire' （页面存档备份，存于）